# Synotis sinica
Synotis sinica là một loài thực vật có hoa trong họ Cúc. Loài này được (Diels) C.Jeffrey & Y.L.Chen miêu tả khoa học đầu tiên năm 1984.